# Pubarche
Unter Pubarche (lateinisch-altgriechisch: von lateinisch Pub- / Pubes für „weibliche Scham, Schamhaare“; und altgriechisch arche für „Anfang“ oder „Ursprung“) versteht man den Beginn der in der Regel schon vor der Pubertät unter Einwirkung der ansteigenden Produktion von Geschlechtshormonen auftretenden, langsam und kontinuierlich verlaufenden Entwicklung der weiblichen und männlichen Schambehaarung. Oft versteht man unter diesem Begriff nicht einen präzisen Zeitpunkt, sondern eine erste Zeitspanne oder einen ersten Ablauf am Anfang einer länger andauernden Entwicklung.

## Physiologie

### Allgemein
Seit dem 19. Jahrhundert ist das Eintrittsalter in die Pubertät bei beiden Geschlechtern langsam gesunken. Heutzutage beginnen im gesunden, wohlernährten menschlichen Körper in der Regel ab einem Alter von acht oder neun Jahren die der Pubertät zugrunde liegenden hormonellen Veränderungen. Es kommt zu einem langsamen Zugewinn an Körpergröße, da vermehrt Wachstumshormone und Thyroxin ausgeschüttet werden. Gleichzeitig wird durch die Produktion von Geschlechtshormonen die sexuelle Reifung ausgelöst und gefördert. Sowohl Östrogene als auch Androgene wie beispielsweise Testosteron kommen im männlichen als auch im weiblichen Körper vor, jedoch in jeweils verschiedenen Mengen. Östrogene werden als weibliche und Androgene als männliche Geschlechtshormone angesehen.

### Jungen
Unter dem Ansteigen der Gonadotropinkonzentration im Blut erhöht sich bei Jungen schon deutlich vor der eigentlichen Pubertät die Testosteronproduktion in den Leydigschen Zwischenzellen der Hoden. Dieses männliche Geschlechtshormon prägt die sekundären Geschlechtsmerkmale und ist damit unter anderem auch verantwortlich für zunächst den Beginn der Scham- und Achselbehaarung und im Verlauf der Pubertät auch der sich ausprägenden Körperbehaarung wie beispielsweise Barthaare und Brustbehaarung.

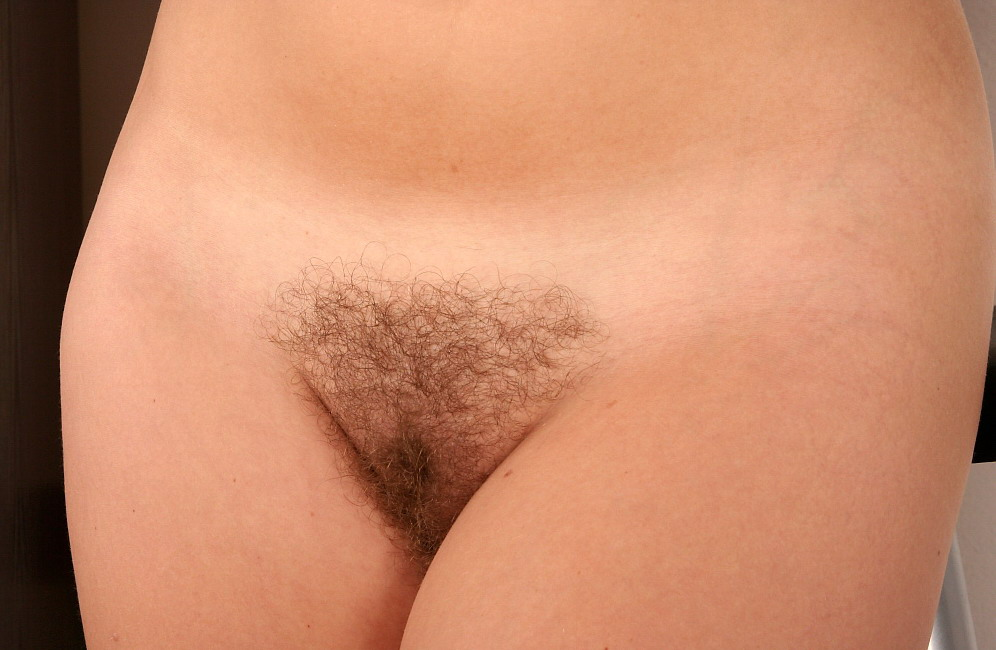
Androgene regen das Wachstum von Schamhaaren bei Mädchen an

### Mädchen
Auch bei den Mädchen beginnen heutzutage in der Regel ab einem Alter von acht oder neun Jahren die der Geschlechtsreifung und damit auch der Pubertät zugrunde liegenden hormonellen Veränderungen. Es kommt auch bei ihnen schon deutlich vor dem Beginn der eigentlichen Pubertät zu einer kontinuierlich ansteigenden Produktion von sowohl in erster Linie weiblichen, aber eben auch männlichen Geschlechtshormonen. Die in den weiblichen Nebennieren hergestellten Androgene beeinflussen dann das Längenwachstum der Mädchen und regen auch das Wachstum insbesondere der Achsel- und Schamhaare an.

## Entwicklungsstadien
Nach James M. Tanner werden in der Gesamtentwicklung der weiblichen Schambehaarung sechs Stadien unterschieden:
- P1: keine Behaarung
- P2: wenige Schamhaare an den großen Schamlippen
- P3: kräftige Behaarung von umschriebener Ausdehnung
- P4: Erwachsenenbehaarung, aber noch geringere Ausdehnung
- P5: normale Erwachsenenbehaarung, nach oben horizontal scharf begrenzt
- P6: zum Nabel ansteigende und auf Oberschenkel übergreifende Behaarung: pathologisch